# Русич (тип речных судов)
Русич — большие сухогрузные суда класса «река-море», предназначенные для перевозки массовых грузов (уголь, руда, зерно, щебень и т. п.) по крупным внутренним водным артериям с выходом в море.
Данный тип судов имеет двойные борта и двойное дно, с машинным отделением и надстройкой в кормовой части. Строились как продолжение серии судов типа «Валдай» (проект 01010). 
Из эксплуатируемых судов семь было построено в Навашино (завод "Окская судоверфь"), три — в Нижнем Новгороде (завод "Красное Сормово") и одно — в Зеленодольске (Завод им. Горького). Строительство «Русича-9», проходившее на Зеленодольском заводе было остановлено из-за качества работ завода и судно не было построено. В 2008 году три судна этого типа были заложены на заводе Saigon Shipbuilding Industry во Вьетнаме, но контракт сорвался и было построено только два (третье осталось в виде корпуса). 
Характеристика судов:
- Длина — 128,2 м;
- Ширина — 16,74 м;
- Высота борта — 6,1 м;
- Осадка — 4,34 м;
- Скорость — 11,0 узлов;
- Водоизмещение — 8032 т;
- Дедвейт — 5485 т;
- Количество и мощность двигателей — 2х1140 кВт;
- Марка двигателя — 6L 20.